# Odd Thomas – A halottlátó
Az Odd Thomas – A halottlátó (eredeti cím: Odd Thomas) 2013-ban bemutatott amerikai természetfeletti misztikus-thriller, melyet Dean R. Koontz 2003-as azonos című regénye alapján készült. A film rendezője és forgatókönyvírója Stephen Sommers, producerei Sommers, John Baldecchi és Howard Kaplan. A főszerepben Anton Yelchin, Willem Dafoe és Addison Timlin látható.
2014. február 18-án mutatták be.

## Cselekmény
A húszéves Odd Thomas egy kaliforniai kisvárosban, Pico Mundóban él, és mindenki szemében egy kicsit furcsa, de végső soron normális fickó. Van egy gyönyörű barátnője és egy egyszerű, szakács állása egy vendéglőben, de Oddnak van egy titka: látja a halottak szellemét, akik még nem léptek át a túlvilágra. Néha a büntetlenül maradt gyilkosságok áldozatai jelennek meg nála, és arra kérik, hogy álljon bosszút a történtekért. Odd-on kívül senki más nem látja őket, és akár fényes nappal is megjelennek neki.
De ami igazán megrémíti őt, azok a Bodachok, ahogy ő nevezi őket. Szürke, soklábú, rendkívül mozgékony és félelmetes lények, akik számára a falak és a padlók sem jelentenek áthatolhatatlan akadályt. Ők a gonoszságból táplálkoznak, megjelenésük többnyire egy közeljövőben bekövetkező bűncselekményt jelez.
Egy alkalommal a lények aktivitása arra enged következtetni, hogy Odd ezúttal nagyszabású bűntényre számíthat. Azonnal nyomozni kezd. Egy látomás azt üzeni neki, hogy a mogorva és ápolatlan Robert Robertson lesz a közelgő katasztrófa kulcsfigurája. Miközben átkutatja a házát, Odd talál egy nyomot, amely szerint a bűntényre már másnap sor kerül.
Bevonja a város seriffjét, mint mindig, amikor nyomra bukkan egy bűnözővel vagy egy közelgő bűncselekménnyel kapcsolatban. A seriff bízik Odd figyelmeztetéseiben, mert ez növeli a város nyilvános helyeinek biztonságát.
Azonban megkezdődik a mészárlás. Egy csuklyás férfi automata lőfegyverrel lelövi a helyi bevásárlóközpont több vásárlóját. Oddnak sikerül egy autónyi robbanóanyagot kivinnie a mélygarázsból, mielőtt az felrobbanna. Az egyik elkövetőt, Varner rendőrtisztet megölik. Ő és kollégája, Bern Eckles ördögimádók voltak, és tizenéves koruk óta élvezték a gyilkosságokat. A tömeggyilkosságot a bevásárlóközpontban Kevin Goss tanárral és a már említett furcsa Bob Robertsonnal együtt tervelték ki.
A seriff a sürgősségi műtétje után túléli a lőtt sebet. Odd barátnője, Stormy viszont meghal a plázában a golyózáporban, de Odd ezt csak néhány nappal később tudja meg. A film végén Odd elhagyja a várost.

## Szereplők
| Szerep                     | Színész         | Magyar hang      |
| -------------------------- | --------------- | ---------------- |
| Odd Thomas                 | Anton Yelchin   | Gacsal Ádám      |
| Bronwyn "Stormy" Llewellyn | Addison Timlin  | Tamási Nikolett  |
| Viola                      | Gugu Mbatha-Raw | Lamboni Anna     |
| Fungus Bob                 | Shuler Hensley  |                  |
| Odd anyja                  | Leonor Varela   | Kapu Hajni       |
| Wyatt Porter               | Willem Dafoe    | Sörös Sándor     |
| Lysette                    | Melissa Ordway  | Dögei Éva        |
| Simon Varner               | Nico Tortorella | Csőre Gábor      |
| Bern Eckles                | Kyle McKeever   | Seszták Szabolcs |
| Karla Porter               | Laurel Harris   |                  |

Cameoszerepben felbukkan Patton Oswalt mint Ozzie, Matthew Page mint Harlo Landerson, Morse Bicknel mint Kevin Goss, Ashley Sommers mint Penny Kalisto és Arnold Vosloo mint Tom Jedd.

## Bevétel
A film katasztrofális bevételt ért el. Mozibemutatóját a Fülöp-szigeteken kezdte 2013. július 17-én. A 6. helyen debütált és 52 523 dollárt gyűjtött 35 vetítés során. A kéthetes futamát 118 835 dollárral fejezte be. A film Finnországban nyitott, ahol 31 vetítésből 6309 dollárt szerzett, és a 14. helyen végzett.
2014 februárjában korlátozott számú hazai mozibemutatót tartottak az Egyesült Államokban. A film összesen 1 321 097 dollárt keresett a nemzetközi jegypénztáraknál. Ezzel szemben a film költségvetése 27 millió USD volt.

## Médiakiadás
2014 februárjában DVD-n adták ki az Egyesült Királyságban. 2013 decemberében német szinkronizált verzió jelent meg.
Az Amerikai Egyesült Államokban 2014. március 25-én jelent meg DVD-n és Blu-ray lemezen. 2021 januárjában 3,2 millió dolláros bevételt ért el a DVD- és Blu-ray-eladásokkal az Egyesült Államokban.
2015 októberétől az Odd Thomas – A halottlátó bizonyos területeken megtekinthető volt a Netflix streaming szolgáltatáson. Az Odd Thomas 2020-tól elérhető volt a Hulu és az Amazon Prime Video streaming szolgáltatásokon.

## Fordítás
- Ez a szócikk részben vagy egészben  az   Odd Thomas (film) című angol Wikipédia-szócikk fordításán alapul.  Az eredeti cikk szerkesztőit annak laptörténete sorolja fel. Ez a jelzés csupán a megfogalmazás eredetét és a szerzői jogokat jelzi, nem szolgál a cikkben szereplő információk forrásmegjelöléseként.
- Ez a szócikk részben vagy egészben  az   Odd Thomas című német Wikipédia-szócikk fordításán alapul.  Az eredeti cikk szerkesztőit annak laptörténete sorolja fel. Ez a jelzés csupán a megfogalmazás eredetét és a szerzői jogokat jelzi, nem szolgál a cikkben szereplő információk forrásmegjelöléseként.